# Sallent (Pinell de Solsonès)
Sallent, dit també Sallent de Solsonès, és una de les cinc entitats de població del municipi de Pinell de Solsonès, a la comarca catalana del Solsonès. En les primeres referències documentades, el lloc és denominat Saliente, cal suposar que a causa de l'orografia on està situat. Als documents del segle xvii ja hi apareix denominat Cellent, denominació que al segle xviii passa a ser Sellent. El poble, de poblament íntegrament dispers, s'estén per l'extrem més meridional del terme municipal i es va formar a redós de l'església parroquial de Sant Jaume de Sallent i del castell de Sallent. El terme limita al nord amb els termes de Sant Climenç i Madrona, ambdós al mateix municipi de Pinell de Solsonès, a l'est amb el municipi de Biosca, a l'oest amb l'enclavament de les Cases de la Serra del municipi de Torrefeta i Florejacs i al sud amb el terme municipal de Sanaüja.

## Geografia

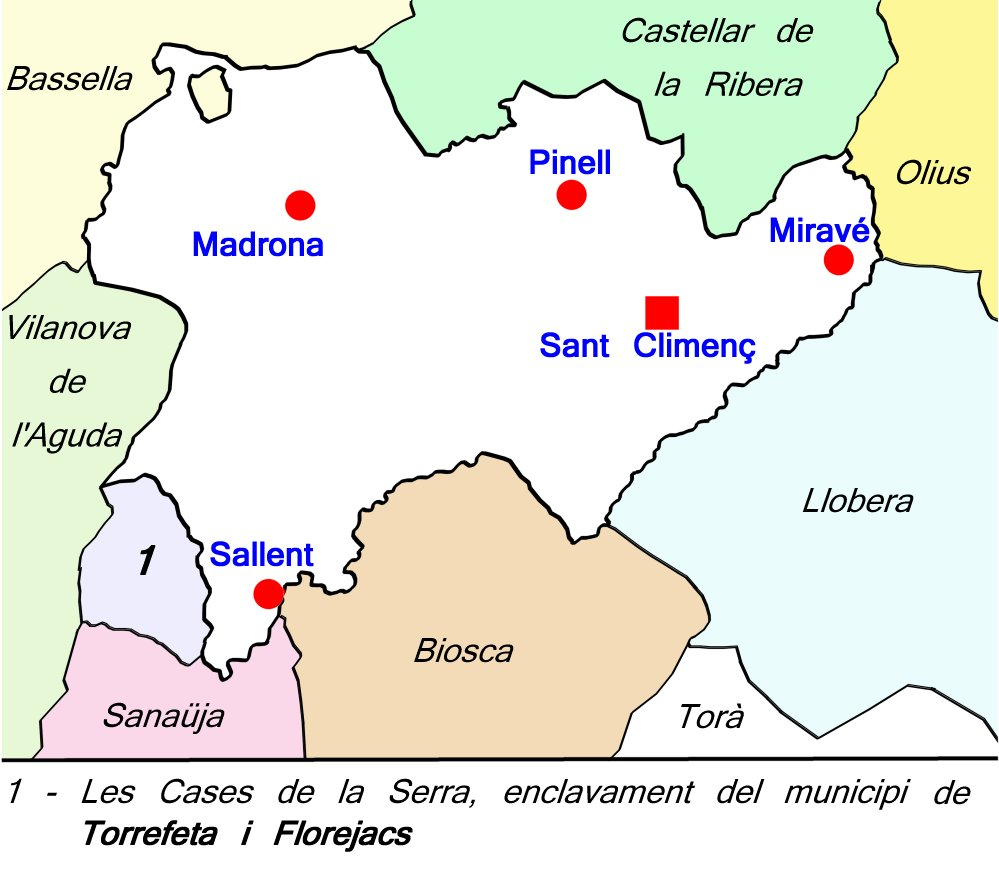
Mapa del municipi de Pinell de Solsonès amb les seves entitats de població i els municipis limítrofs.

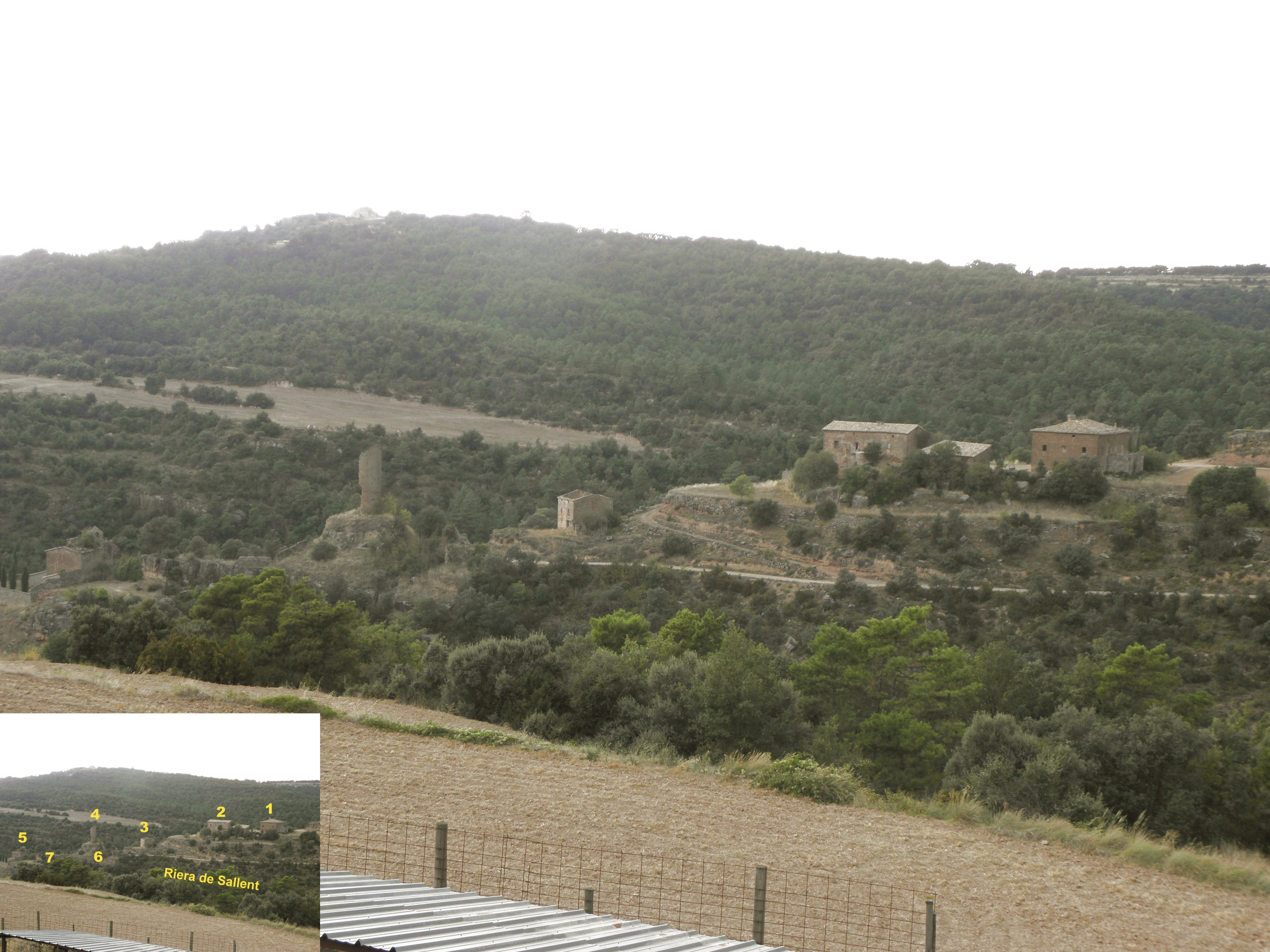
Sallent vist des de la masia de Cucurull
1 → Rectoria i església nova
2 → Cal Batlle
3 → Cal Capità
4 → Torre de guaita
5 → L'església vella
6 → Cal Sargantalla
7 → Cal Canut.

El punt de més altitud del terme és el serrat de Sant Romà (688,8 m. d'altitud) mentre que el punt més baix es troba a la confluència de la riera de Sanaüja amb la rasa del Pujol, a l'extrem sud del terme, que es troba a 417 m. d'altitud. Un desnivell, per tant, de 270 m. que és el que presenta el terme que davalla de l'altiplà del Solsonès (al nord) fins a la vall del Riubregós (al sud). Aquest vessant es veu solcat per uns quants torrents separats entre si per serrats que van perdent altitud a mesura que avancen cap al sud i entre els quals, a més del ja citat serrat de Sant Romà, cal esmentar també el serrat de Creullobí
A llevant, la riera de Sallent termeneja el poble i continua fent-ho després que, havent confluït amb la riera de Lloberola, passa a denominar-se riera de Sanaüja. Per ponent, la rasa del Pujol fa de partió entre els termes de Sallent (a l'est) i el de les Cases de la Serra. Entremig i seguint una direcció predominant nord-sud, s'hi escolen la rasa de Coll-de frares i el barranc de Valldecom. Aquest darrer, en confluir amb la riera de Sallent, dona lloc a l'esperó o sortint on s'emplaça el nucli de Sallent.
| Evolució demogràfica |            |            |            |                   |                   |                   |       |
| Any                  | Nucli urbà | Nucli urbà | Nucli urbà | Poblament dispers | Poblament dispers | Poblament dispers | Total |
| Any                  | Homes      | Dones      | Total      | Homes             | Dones             | Total             | Total |
| 2000                 | 0          | 0          | 0          | 17                | 12                | 29                | 29    |
| 2001                 | 0          | 0          | 0          | 17                | 12                | 29                | 29    |
| 2002                 | 0          | 0          | 0          | 17                | 12                | 29                | 29    |
| 2003                 | 0          | 0          | 0          | 17                | 11                | 28                | 28    |
| 2004                 | 0          | 0          | 0          | 19                | 11                | 30                | 30    |
| 2005                 | 0          | 0          | 0          | 15                | 10                | 25                | 25    |
| 2006                 | 0          | 0          | 0          | 15                | 11                | 26                | 26    |
| 2007                 | 0          | 0          | 0          | 19                | 11                | 30                | 30    |
| 2008                 | 0          | 0          | 0          | 18                | 11                | 29                | 29    |
| Font: INE            |            |            |            |                   |                   |                   |       |

Jaciments arqueològics
- Els Bellons
  - Tipus de jaciment: Obra pública. Via.
  - Cronologia: Des de Baixa Edat Mitjana a Moderna (1230 / 1789).
- Sallent II
  - Tipus de jaciment: Lloc d'habitació amb estructures conservades. Casa. Lloc o centre de producció i explotació. Altres.
  - Cronologia: Desconeguda.

Edificis històrics
- L'antiga església de Sallent.
- L'església nova de Sallent.
- La rectoria de Sallent.
- L'escut de la rectoria de Sallent, declarat (Bé Cultural d'Interès Nacional)
- La torre de defensa de Sallent, declarada (Bé Cultural d'Interès Nacional)

## Nucli
El poblament és de caràcter dispers, format a base de masies (vegeu llista de masies de Sallent). Damunt de la confluència de la riera de Sallent i del barranc de Valldecom hi ha un sortint que si bé no és del tot encinglerat, si que està format per diversos marges d'un acusat pendent que salven un desnivell d'uns 40 metres. Damunt d'aquest esperó o sortint s'hi va construir el nucli de Sallent integrat per l'antiga església parroquial de Sant Jaume de Sallent i del castell de Sallent i unes quantes cases o masies entre les quals Cal Batlle, Cal Canut i, ja a començaments del xix, Can Capità i Cal Sargantalla.
A banda d'aquestes cases (totes elles actualment enrunades per bé que Cal Batlle està en procés de restauració, al capdamunt de l'esperó hi ha la rectoria de Sallent, adossada a la façana de ponent de la qual a principis del segle xx s'hi va construir la nova església.

## Història
El lloc va formar part de la senyoria del bisbe d'Urgell, que la cedí a diversos feudataris, entre els quals Arnau Guillem de Llordat, de Sanaüja a mitjan segle xvii. Posteriorment, sota el nom de Baronia de Sallent, va passar a formar part del patrimoni del capítol de la catedral de Solsona.
A la pàgina 204 del Volum VI del Diccionario de Pascual Madoz publicat a Madrid el 1847, hi ha el següent text, traduït literalment del castellà i del qual s'han conservat les formes tipogràfiques i la transcripció literal dels topònims i hagiotònims locals que s'hi citen: 
| « | CELLENT: localitat amb ajuntament a la província de Lleida (13 1/4 llegües), partit judicial y diòcesi de Solsona (2 llegües i 3/4), audiència territorial i capitania general de Catalunya (14 llegües 3/4), administració de rendes de Cervera (5 llegües i 3/4): està compost de diverses CASES disperses anomenades al país Masies, situades a la vall del mateix nom: l'assoten principalment els vents de l'est i de l'oest, el CLIMA és temperat i les malalties dominants són les catarrals. Hi ha església parroquial (San Jaime), servida per un capellà rector de nomenament ordinari en concurs general: té per annexa l'església del mas anomenat Mas den Forn al terme de Lloverola, 3/4 d'hora distant en direcció est. Entre les cases disperses se'n troba una de molt gran de pedra treballada que és propietat del Señor d'aquest lloc; per al proveïment dels seus veïns, es troben diverses fonts que per ser gairebé insignificants, se serveixen en general de les de pous i basses. Confina el TERME al nord amb el de Pinell; a L'est amb el de Lloverola; al sud. amb el de Sanahuja, i a l'oest amb el de Madrona; sent la seva estensio de N. a S. una hora i si fa no fa el mateix d'E. a O.: creua per ell la riera anomenada de Sanahuja, rierol insignificant, però que sol tenir fortes avingudes: neix al terme de Pinell, segueix pels de Llovera i Lloverola, Cellent i Sanahuja a l'extrem sud del qual desguassa al riu Bregos. El TERRITORI en general està tallat per diverses serres que el travessen en diferents direccions, sent en la seva major part de secà i d'inferior qualitat: els CAMINS són transversals i dolents: el CORREU el reben els mateixos interessats en la carteria de Sanahuja 3 vegades cada setmana, PRODUCCIÓ: sègol, ordi, espelta, algunes llegums, glans i vi de dolenta qualitat, tot en poca quantitat: es cria una mica de bestiar lanar, cabrum i porcí, sent el primer el preferit; hi ha caça de conills i perdius, POBLACIÓ: 4 veïns i 24 habitants. CAPITAL IMPOSABLE: 11.153 rals. CONTRIBUCIÓ: el 14,28 per 100 d'aquesta riquesa. PRESSUPOST MUNICIPAL: 500 rals, comprenent-s'hi en aquesta quantitat les derrames del pressupost provincial i de presos pobres; i 200 rals que es paguen al secretari de l'ajuntament, les despeses del qual es cobreixen per repartiment veïnal. | » |